# Jefferson De Angelis
Thomas Jefferson De Angelis (* 30. November 1859 in Los Angeles, Kalifornien; † 20. März 1933 in East Orange, New Jersey) war ein US-amerikanischer Schauspieler und Sänger.
De Angelis debütierte bereits im Alter von sechs Jahren in einer Farce. Zwischen 1887 und 1930 trat er in zahlreichen Musicals und Revuen am Broadway auf. 1900 gab er am Ford's Opera House in Baltimore die Uraufführung von The Royal Rogue. Daneben spielte auch Hauptrollen in einigen frühen Stummfilmproduktionen.

## Broadwayproduktionen
- The Begum, musikalische Komödie (Libretto: Harry B. Smith, Musik: Reginald De Koven), 1887
- The Passing Show. Musical. (Libretto: Sydney Rosenfeld, Musik Ludwig Engländer), 1894
- The Wedding Day, Musical (Music: Jillian Edwards, Libretto: Hugh Stanislaus Stange), 1897
- A Royal Rogue, (Musik: William T. Francis, Libretto: Charles Klein), 1900
- The Emerald Isle (The Caves of Carrig-Cleena), musikalische Komödie (Musik: Arthur Sullivan und Edward German, Libretto: Basil Hood), 1902
- Fantana, musikalische Komödie (Musik: Raymond Hubbell, Libretto: Robert B. Smith und Sam S. Shubert), 1905
- The Girl and the Governor, musikalische Komödie, 1907
- The Gay White Way, musikalische Revue (Musik: Ludwig Englander, Libretto: Sydney Rosenfeld und Clarence Harvey), 1907
- The Beauty Spot, Musical (Musik: Reginald De Koven, Libretto: Joseph Herbert), 1909
- The Mikado (The Town of Titipu), 1910
- The Pearl Maiden, Musical, 1912
- Rob Roy. Musical (Libretto: Harry B. Smith, Musik Reginald De Koven), 1913
- The Passing Show of 1917, musikalische Revue (Libretto: Harold Atteridge, Musik: Sigmund Romberg und Otto Motzan), 1917
- The School for Scandal, Komödie (Richard B. Sheridan), 1925

## Filmografie
- The Funny Side of Jealousy (C. J. Williams, 1915)
- Health by the Year (Edmund Lawrence, 1915)
- Beware of the Dog (1915)
- Her Great Chance (Charles Maigne, 1918)
- The Dancing Town (Kurzfilm; Edmund Lawrence, 1928)